# 全日本アラブ大賞典
全日本アラブ大賞典（ぜんにほんあらぶだいしょうてん）とは地方競馬の大井競馬場で開催されていたアングロアラブ系の競馬の重賞競走である。1955年創設、1996年廃止。

## 概要
1955年に秋の特別として、サラブレッドの秋の鞍(現在の東京大賞典)と対をなす、アラブ系の重賞競走として大井競馬場に設けられた。当初は名前の通り秋口に施行され、年末に開催された川崎のアラブチャンピオンとともに南関東公営競馬の下半期最強アラブ決定戦の位置づけであった。
1964年からはアラブ大賞典に改称されたほか、1968年よりアラブチャンピオンと施行時期が入れ替わったことで、年度末近くの大一番としての性格をより強くしている。さらには1972年12月の第18回から南関東地区以外の地方競馬所属馬も出走可能な交流競走になったことに伴い、全日本アラブ大賞典に改称された。この記念すべき全国交流化第1回は兵庫のタイムラインが勝ち、「アラブのメッカ」の面目を保った。
さらに1985年からは中央競馬の所属馬にも出走枠が設けられ、名実ともに日本のアラブ系競馬の頂点の競走となった。実際、1988年には3年連続でJRA賞の最優秀アラブに輝いたアキヒロホマレが参戦している(結果は8着)。また、全国から有力なアングロアラブが集まるこの競走は、それに騎乗するために全国各地の名手とされる騎手が集い腕を競う一種の騎手オールスター戦の様な様相を呈する事も少なくなかった。
歴代優勝馬にはセンジユ、タイムライン、ミスターヨシゼン、ローゼンホーマ、トチノミネフジなど、日本の戦後アラブ競馬の歴史を彩った錚々たる名馬の名が並ぶ。
しかし在厩頭数の減少に伴う、1996年の大井競馬場でのアラブ系競走廃止に伴い、同年7月に開催された第42回をもってこの競走も廃止されることとなった。
その後は中央競馬より移行したタマツバキ記念がアラブ系の全国交流競走に位置付けられていたが、2007年をもって廃止された。

## 歴代優勝馬
| 回数   | 開催日         | 優勝馬           | 性齢 | 所属   | タイム   | 優勝騎手     | 管理調教師 |
| ------ | -------------- | ---------------- | ---- | ------ | -------- | ------------ | ---------- |
| 第1回  | 1955年10月10日 | ダイゴ           | 牡5  | 大井   | 2:40 1/5 | 荒井貢       | 荒井貢     |
| 第2回  | 1956年10月12日 | タカトシ         | 牡3  | 船橋   | 2:39 0/5 | 須田茂       | 廿楽長市郎 |
| 第3回  | 1957年10月5日  | バラテスタ       | 牡3  | 大井   | 2:39 4/5 | 須田茂       | 佐竹海治   |
| 第4回  | 1958年10月1日  | タカトシ         | 牡5  | 大井   | 2:38 2/5 | 朝倉文四郎   | 廿楽長市郎 |
| 第5回  | 1959年10月15日 | センジユ         | 牡3  | 大井   | 2:39.4   | 佐々木正太郎 | 倉内種太郎 |
| 第6回  | 1960年11月15日 | タカライザン     | 牡3  | 川崎   | 2:39.1   | 佐々木國廣   | 井上宥蔵   |
| 第7回  | 1961年11月1日  | センジユ         | 牡5  | 大井   | 2:38.6   | 佐々木正太郎 | 倉内種太郎 |
| 第8回  | 1962年10月18日 | グレイトホース   | 牡4  | 川崎   | 2:39.0   | 佐々木國廣   | 井上宥蔵   |
| 第9回  | 1963年10月22日 | ベレアー         | 牡4  | 船橋   | 2:36.7   | 宮下紀英     | 木村万吉   |
| 第10回 | 1964年12月29日 | アデルバウエル   | 牡3  | 大井   | 2:36.1   | 須田茂       | 井上宥蔵   |
| 第11回 | 1965年12月2日  | アデルバウエル   | 牡4  | 大井   | 2:35.3   | 須田茂       | 阪本正太郎 |
| 第12回 | 1966年12月8日  | オーバマイン     | 牡4  | 船橋   | 2:35.7   | 荒山徳一     | 佐藤勘市   |
| 第13回 | 1967年11月21日 | マスタング       | 牡3  | 大井   | 2:36.4   | 須田茂       | 高木清     |
| 第14回 | 1968年12月23日 | キクマサ         | 牡4  | 大井   | 2:33.9   | 赤間清松     | 竹内美喜男 |
| 第15回 | 1969年12月25日 | センジユスガタ   | 牡4  | 大井   | 2:34.2   | 赤間清松     | 佐野誠三   |
| 第16回 | 1970年12月25日 | ネバーロスト     | 牡3  | 大井   | 2:36.6   | 福永二三雄   | 小暮善清   |
| 第17回 | 1972年3月10日  | ナルビハヤテ     | 牡4  | 大井   | 2:34.9   | 高柳恒男     | 大南栄蔵   |
| 第18回 | 1972年12月24日 | タイムライン     | 牡3  | 兵庫   | 2:33.6   | 佐々木竹見   | 溝橋弘     |
| 第19回 | 1973年12月10日 | ホウラツキー     | 牡3  | 兵庫   | 2:46.5   | 佐々木竹見   | 溝橋弘     |
| 第20回 | 1974年12月2日  | ポートスーダン   | 牡4  | 川崎   | 2:46.4   | 竹島春三     | 井上宥蔵   |
| 第21回 | 1975年12月8日  | ホクトライデン   | 牡3  | 船橋   | 2:46.3   | 桑島孝春     | 平島好助   |
| 第22回 | 1976年12月7日  | ミスダイリン     | 牝5  | 北海道 | 2:46.3   | 千島武司     | 戸野塚郁郎 |
| 第23回 | 1977年12月6日  | ヨシノライデン   | 牡3  | 大井   | 2:49.0   | 的場文男     | 長沼正義   |
| 第24回 | 1978年12月12日 | ダイリキホマレ   | 牡4  | 船橋   | 2:47.3   | 赤間清松     | 梶田繁雄   |
| 第25回 | 1979年12月4日  | エビタカラ       | 牡3  | 大井   | 2:46.3   | 石川綱夫     | 山下春茂   |
| 第26回 | 1980年12月12日 | ミヤノダービー   | 牡4  | 愛知   | 2:48.6   | 塚田隆男     | 水谷文平   |
| 第27回 | 1981年12月14日 | エゾノランナー   | 牡5  | 北海道 | 2:49.8   | 伊藤隆志     | 戸島牛次郎 |
| 第28回 | 1982年12月16日 | カツラギセンプー | 牡4  | 大井   | 2:47.9   | 宮浦正行     | 髙岩隆     |
| 第29回 | 1983年12月8日  | トキテンリユウ   | 牡4  | 愛知   | 2:50.0   | 坂本敏美     | 安達小八   |
| 第30回 | 1984年12月10日 | キンカイチフジ   | 牡3  | 笠松   | 2:49.6   | 坂本敏美     | 加藤保行   |
| 第31回 | 1985年12月10日 | ローゼンガバナー | 牡5  | 船橋   | 2:49.8   | 桑島孝春     | 後藤稔     |
| 第32回 | 1986年12月9日  | ノムラダイオー   | 牡4  | 大井   | 2:50.9   | 石崎隆之     | 山下春茂   |
| 第33回 | 1987年12月10日 | ローゼンホーマ   | 牡4  | 福山   | 2:50.9   | 那俄性哲也   | 寺田忠     |
| 第34回 | 1988年12月15日 | ミスターヨシゼン | 牡4  | 大井   | 2:52.4   | 的場文男     | 寺田新太郎 |
| 第35回 | 1989年12月7日  | ミスターヨシゼン | 牡5  | 大井   | 2:51.2   | 的場文男     | 寺田新太郎 |
| 第36回 | 1990年12月12日 | オオヒエイ       | 牡4  | 大井   | 2:50.7   | 高橋三郎     | 鈴木冨士雄 |
| 第37回 | 1991年12月5日  | コスモノーブル   | 牡7  | 船橋   | 2:49.4   | 石崎隆之     | 岡島茂     |
| 第38回 | 1992年12月17日 | コスモノーブル   | 牡8  | 船橋   | 2:50.5   | 石崎隆之     | 岡島茂     |
| 第39回 | 1993年12月9日  | トチノミネフジ   | 牡3  | 大井   | 2:48.8   | 早田秀治     | 髙岩隆     |
| 第40回 | 1994年12月20日 | トチノミネフジ   | 牡4  | 大井   | 2:47.2   | 早田秀治     | 髙岩隆     |
| 第41回 | 1995年12月1日  | ミスターホンマル | 牡7  | 岩手   | 2:51.0   | 菅原勲       | 千葉博     |
| 第42回 | 1996年7月26日  | カサイオーカン   | 騸7  | 大井   | 2:51.2   | 久保田信之   | 小野寺孝司 |

- 距離：第1～18回 ダート2400m、第19回～ ダート2600m
- 時計：第1～4回 1/5秒表示、第5回～ 1/10秒表示
- 出走条件：第18～30回 アラブ系4歳以上・地方競馬全国、第31～41回 中央競馬・地方競馬全国、第42回 5歳以上地方競馬全国
- 優勝馬の馬齢は現表記を用いている。

### 過去の複数回数優勝馬
競走馬名（優勝年度）
- タカトシ（1956年、1958年）
- センジユ（1959年、1961年）
- アデルバウエル（1964年～1965年）
- ミスターヨシゼン（1988年～1989年）
- コスモノーブル（1991年～1992年）
- トチノミネフジ（1993年～1994年）